# Folland Gnat
Folland Gnat je bil lahki enomotorni podzvočni reaktivni trenažer, ki so ga razvili v 1950ih pri britanskem Folland Aircraft. Uporabljale so ga Kraljeve, Indijske in Finske letalske sile. Med drugim ga je uporabljala tudi britanska akrobatska skupina Red Arrows. Zasnoval ga je britanski inženir W.E.W. Petter. Prvi let je bil julija 1955. Letalo so licenčno proizvajali tudi v Indiji, slednji so potem na osnovi Gnata razvili modificiranega in izboljšanega HAL Ajeet.

## Specifikacije(Gnat F.1)
Podatki iz Green, William; Swanborough, Gordon (2001). The Great Book of Fighters. St. Paul, Minnesota: MBI Publishing. COBISS 23953925. ISBN 0-7603-1194-3.
Splošne karakteristike
- Posadka: 1
- Dolžina: 28 ft 8 in (8,74 m)
- Razpon kril: 22 ft 1 in (6,73 m)
- Višina: 8 ft 1 in (2,46 m)
- Površina kril: 136,6 ft² (12,69 m²)
- Teža praznega letala: 4800 lb (2175 kg)
- Maks. vzletna teža: 9040 lb (4100 kg)
- Pogon letala: 1 × Bristol Siddeley Orpheus 701-01 turboreaktivni motor, 4705 lbf (20,9 kN)

 Zmogljivost 
- Maks. hitrost: 695 mph (Mach 0.95) (1120 km/h) na 20000 ft (6100 m)
- Doseg: 500 milj (800 km)
- Višina leta: 48000 ft (14630 m)
- Hitrost vzpenjanja: 20000 ft/min (101,6 m/s)

Oborožitev

- 2x 30mm ADEN topova
- 2x 500 lb (227 kg) bombi ali 18x 3 in (76 mm) raket